# SA des Voitures Légères Chainless
SA des Voitures Légères Chainless est un constructeur automobile français.

## Production
L’entreprise basée à Paris a commencé à produire des automobiles en 1897. Le nom de la marque était Chainless. L’usine était située au numéro 10 du Avenue de la Grande-Armée. Entre 1900 et 1901, des véhicules à transmission par chaîne ont été créés. Afin qu’il n’y ait pas de conflit avec le nom original Chainless, ces véhicules ont été vendus sous la marque Knowles Chain. Initialement, il y avait les modèles 8 CV et 12 CV avec moteurs deux cylindres intégrés de la Société Buchet ou de Ateliers Veuve A. de Mesmay (l’Abeille). En 1901, la 16 CV était disponible dans la forme de carrosserie Tonneau. En 1903, le modèle haut de gamme, la 24 CV, suit. Tous les modèles Chainless étaient équipés d’une transmission par arbre, comme le nom de la marque l’indique. La production s’est terminée en 1903.